# Centrophorus lusitanicus
Il centroforo pinna bassa (Centrophorus lusitanicus Barbosa du Bocage & de Brito Capello, 1864) conosciuto anche come sagrì è un piccolo squalo di acque profonde della famiglia dei Centroforidi.

## Descrizione
Con una lunghezza media di 88-144 cm ed una massima registrata di 160, è uno dei rappresentanti più grandi del genere Centrophorus. Di colore uniforme grigio-perlaceo, ha una costituzione tozza, con muso largo, prima pinna dorsale allungata e bassa e seconda pinna dorsale particolarmente alta; il margine posteriore delle pinne pettorali è moderatamente allungato; i dentelli dermici sono bassi, appiattiti e ruvidi. Viene spesso confuso con il centroforo comune.

## Biologia
Si nutre di pesci ossei, di altri piccoli squali dell'ordine degli Squaliformi e di gamberi. È ovoviviparo e gli embrioni si nutrono solamente di tuorlo. La femmina dà alla luce 1-6 piccoli per volta, lunghi 33-36 cm. Durante la copula il maschio afferra la femmina mordendola sul dorso o sulle pinne.

## Distribuzione e habitat
Il centroforo pinna bassa è stato segnalato nell'Atlantico orientale al largo del Portogallo e dell'Africa occidentale, nell'oceano Indiano intorno al Mozambico e al Madagascar, e nel Pacifico occidentale nelle acque di Taiwan. Vive in prossimità del margine esterno della piattaforma continentale e nelle zone superiori della scarpata continentale, tra i 300 e i 1400 m di profondità.

## Rapporti con l'uomo
Viene classificato come «specie vulnerabile» dall'Unione Internazionale per la Conservazione della Natura a causa dell'areale limitato, dell'estremamente basso tasso di fecondità e dell'elevato numero di catture accessorie da parte dei pescherecci di profondità che operano nelle acque dell'Atlantico centro-orientale.